# Georg Friedrich Franck von Franckenau
Georg Friedrich Franck von Franckenau, auch Georg Friedrich Frankus von Frankenau (* 28. August 1669 in Straßburg/Frankreich; † im Mai 1732 in Kopenhagen/Dänemark) war ein deutscher Mediziner und Jurist sowie Mitglied der Gelehrtenakademie „Leopoldina“.

## Leben
Georg Friedrich Franck von Franckenau war Sohn des Arztes Georg Franck von Franckenau. Er studierte Medizin und Jura in Heidelberg und promovierte an der Universität Jena. Er war anfangs außerordentlicher Professor der Medizin zu Wittenberg. Ab 1695 hielt er sich in Dänemark auf. 1701 wurde er ordentlicher Professor für Medizin an der Universität Kopenhagen. Er war Rath des Obersten Königlich–Dänischen Gerichts und Assessor des Consistoriums. Er beschäftigte sich mit der heilenden Wirkung von Musik.
Im Jahr 1693 wurde Franck von Franckenau geadelt. Sein Bruder war der Jurist, Diplomat und Poet Gerhard Ernst Franck von Franckenau.
Am 15. Mai 1692 wurde Georg Friedrich Franck von Franckenau mit dem Beinamen PHILARETUS I. als Mitglied (Matrikel-Nr. 190) in die Leopoldina aufgenommen.

## Publikationen
- als Doktorvater von Carl Musäus: Dissertatio Inauguralis Medica De Unguibus Monstrosis, Et Cornuum Productione In Puella Cornigera Lalandiæ, Verlag Martin Kopenhagen, Univ., Diss., 1716 (lat.).
- als Hrsg.: Georg Franck von Franckenau, Satyrae medicae XX. Quibus accedunt Dissertationes VI varii simulque rarioris argumenti, una cum Oratione de studiorum noxa. Leipzig 1722. (The Corning Museum library of rare books).
- Herausgegeben von Georg Frank, Med. und Phil. D. Dekan und Senior der medicinischen Facultät, Rector der Universität Heidelberg etc.: Drei Bücher der magnetischen Heilkunde, worin sowohl die Theorie und Praxis dieser Wissenschaft enthalten ist, viele geheime Naturwunder geoffenbart, die bisher unbekannten Wirkungen des Lebensgeistes enthüllt und die Fundamente dieser ganzen verborgenen Kunst mit den stärksten, auf Erfahrung gestützten Beweisgründen dargestellt werden. Den Liebhabern der geheimen Philosophie gewidmet von dem Verfasser William Maxwell, schottisch-britischem Arzte.  Aus dem Lateinischen. Stuttgart: Verlag Johann Scheible, 1855.